# Armin Kerer
Armin Kerer (Bressanone, 27 giugno 1972) è un ex giavellottista italiano, due volte campione italiano della specialità (1998 e 2000).

## Biografia
Ha sempre gareggiato per la società polisportiva brissinese SSV Brixen e per le Fiamme Gialle; il suo personale è stato di 80,25 metri, stabilito il 18 settembre 1999 proprio a Bressanone.